# Stradey Park
Stradey Park (in gallese Parc y Strade) fu un impianto rugbistico di Llanelli, città del Regno Unito facente parte della contea gallese del Carmarthenshire.
Costruito nel 1879, fu per più di 120 anni la casa del locale club, il Llanelli e, dal 2001, con la nascita della Celtic League, anche della franchise professionistica legata a tale territorio, gli Scarlets.
Fu anche sede di diversi incontri internazionali del Galles e ospitò due edizioni della Coppa del Mondo di rugby, nel 1991 e nel 1999.
Non più adatto alle esigenze di capienza e sicurezza imposte dal rugby professionistico, fu chiuso nel 2008 e demolito poco dopo per lasciare spazio a immobili d'abitazione; il suo posto fu preso dal Parc y Scarlets.

## Storia

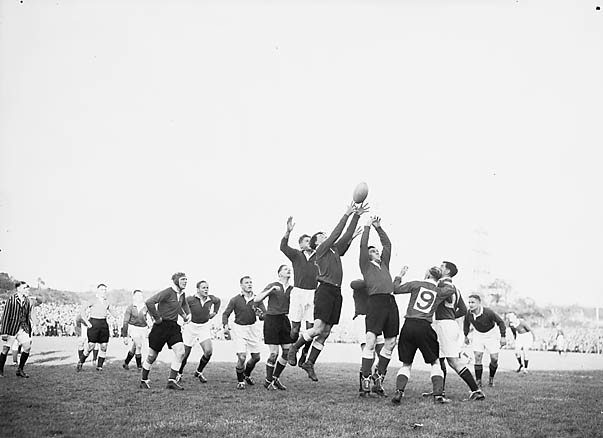
—, incontro tenutosi a Stradey Park nel 1951

Fin dalla sua nascita nel 1879 lo stadio servì come impianto interno del Llanelli, e nel 1887 fu scelto per ospitarvi per la prima volta un incontro internazionale del Galles nel corso dell'Home Championship contro l'Inghilterra, ma gli ospiti si rifiutarono di giocare per via del terreno ghiacciato; la partita fu spostata nell'adiacente campo di cricket e solo 4 anni più tardi, nel 1891, fu possibile vedere all'opera due squadre nazionali, quando l'Irlanda affrontò i gallesi il 7 marzo di quell'anno.
Non risultano cifre ufficiali circa il numero di spettatori di tale incontro, ma all'epoca il South Wales Daily News stimò che Stradey Park avesse registrato la maggiore affluenza di sempre in città.
Insieme all'incontro del 1893, di nuovo contro l'Irlanda, fu l'ultimo del Galles in tale stadio per più di un secolo: passarono 105 anni per rivedere infatti la squadra nazionale a Llanelli, in un'amichevole contro l'Italia.
Tra gli incontri più degni di rilievo tenutesi dal Llanelli a Stradey Park figurano la vittoria sull'Australia nel 1967 per 11-0 e quella per 9-3 sulla Nuova Zelanda durante il tour degli All Blacks 1972-73.
Nel 1991 lo stadio fu sede di un incontro della seconda edizione della Coppa del Mondo di rugby che l'Inghilterra si trovò a organizzare: il calendario assegnò a Stradey Park la gara di apertura del girone C tra Argentina e Australia, futura campione del mondo, che vinse 32-19.
Singolarmente, otto anni più tardi, quando la Coppa fu organizzata dal Galles, fu di nuovo l'Argentina di scena nell'unico incontro che Stradey Park ospitò in quell'edizione, una vittoria 32-16 contro Samoa.
All'epoca dell'accoglimento della sua seconda Coppa del Mondo Stradley Park era già di proprietà della Welsh Rugby Union, che l'aveva rilevato nel 1997 per 1,25 milioni di sterline dal Llanelli caduto vittima della crisi finanziaria susseguente all'avvento del professionismo; nel 2004 il Llanelli decise di costruire un nuovo stadio e di non investire nella ristrutturazione di Stradey Park perché troppo costoso e non più adatto ad accogliere la neonata franchise dei Llanelli Scarlets in Celtic League; a tale scopo esercitò il diritto di riacquisto di Stradey Park nel 2005 in ottica di una futura capitalizzazione.
Nella stagione sportiva 2006-07 lo stadio fu concesso anche alla concittadina formazione calcistica del Llanelli in occasione dei suoi impegni continentali a seguito della sua prima partecipazione alla Coppa UEFA.
Nel 2008 il Llanelli vendette lo stadio all'immobiliare Taylor Wimpey, che già dall'anno precedente aveva progettato di edificare circa 300 appartamenti in villini bipiano sull'area dell'impianto una volta demolito; il 24 ottobre di quell'anno Llanelli disputò il suo ultimo incontro allo Stradey Park, una netta vittoria 27-0 sull'inglese Bristol in Coppa Anglo-Gallese.
Nell'estate del 2010 lo stadio fu, infine, demolito; quasi tutto il suo materiale fu riciclato nella successiva costruzione, iniziata nel 2011, delle abitazioni che sorsero sull'area.

## Incontri di rilievo
| Arbitro: | David Bishop |

|                  |      |                                           |
| Terán 32’, 65’   | mt   | 7’, 69’ Campese 30’, 76’ Horan 41’ Kearns |
| del Castillo 65’ | tr   | 30’, 69’, 76’ Lynagh                      |
| del Castillo 59’ | c.p. | 15’, 17’ Lynagh                           |
| Arbizu 19’, 74’  | drop |                                           |

| Arbitro: | Wayne Erickson |

|                                                |      |                      |
| Allub 68’                                      | mt   | 24’ Paramore         |
|                                                | tr   | 24’ Leaega           |
| Quesada 28’, 42’, 46’, 51’, 66’, 72’, 76’, 80’ | c.p. | 18’, 35’, 39’ Leaega |
| Quesada 44’                                    | drop |                      |